# 전례복

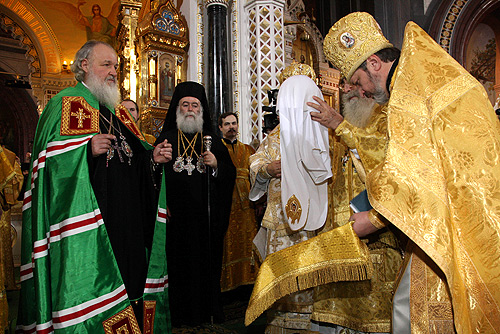

전례복(vestments) 또는 예복(禮服)은 기독교에서 성직자가 예전과 성사집전을 위해 입는 옷을 말한다.

## 종류

### 아침(조도)와 저녁기도(만도)에 입는 옷
- 수단 / 카속 : 성직자의 평상시 외출복을 말한다. 성공회에서는 카속(cassock), 로마 가톨릭교회에서는 카속 또는 수단으로 부른다.

### 공적인 예배시 입는 예복
- 개두포(Amice) : 캐석 위에 입는 옷으로 머리에 먼저 쓴다음 목뒤쪽 제자리로 옮겨 입는다. 신약성서 에페소인들에게 보낸 편지에 나오는 '구원의 투구'를 상징하는 의미가 있는데, 9세기 이후의 신앙전통이다.
- 장백의(Alb) : 흰색의 길고 헐렁한 옷으로 소매가 길다. 예수가 입었다는 하얀색의 길고 헐렁한 옷을 상징한다고 한다.
- 중백의(surplice) : 장백의를 조금 짧게 변형한 것으로 성직자들이 미사와 행렬 등 성사 집행 때에 캐석/수단 위에 입는 옷이다. 성공회에서는 감사성찬례때에 제의를 입지 않는 경우 캐석위에 중백의를 입고 영대를 하기도 한다.
- 허리끈(Girdle) : 장백의 착용시 허리를 묶기위한 줄 또는 끈을 말한다. 그리스도와 그리스도인의 연결을 상징한다고 한다.
- 영대(Stole):비단으로 만든 띠로서 목에 걸친다. 주교와 사제는 목에다 걸어서 영대의 양쪽이 앞으로 오게 하고, 부제는 왼쪽 어깨에 걸쳐 대각선으로 매서 양쪽 끝 부분이 오른쪽에서 만나게 하며, 정해진 방식대로 묵는다. (지방의 따라 사제가 영대를 매는 방법은 다를 수 있다 [앞에서 교차하거나 통상적인 방법으로 매거나]. 교회력 절기에 따른 예전색에 맞추어,색상이 달라진다.그리스도에 대한 순종을 상징한다고 한다.
- 제의(Chasuble) : 소매없는 외투를 말하며, 예배때 성직자가 제일 위에 갖추어 입는 옷을 말한다. 기독교에서는 교회력절기에 따른 예전색과 예배성격에 맞추어 제의색상이 달라진다. 현재 교회에서 사용하는 예전색은 자색(참회,기다림 [사순절 또는 대림절에 사용 됨]), 백색(축제 [신년, 성탄 전날밤, 성탄절, 부활밤, 부활절, 성품성사 때 사용 됨]), 붉은 색(성령 [성령강림주일과 성지주일에 입게 됨), 녹색(생명,희망 [연중 때 사용 됨]), 흑색(죽음, 비탄 [성주간에 사용 됨 [성주간은 부활절 바로 전 주를 뜻하는 말이다. 성 금요일에 입게 됨])이다. (성공회에서는 장례미사 때, 백색 제의를 입는다 [죽은 이들의 부활고 영생을 의미함]

### 주교가 사용하는 예복
로마 가톨릭 교회와 성공회의 주교와 감리교회의 감독은 성직자의 권위를 상징하는 자색(보라색)캐석을 입으며, 다음과 같은 예복을 착용한다.
- 소백의(Rochet) : 주교가 예전(공적인 예배)와 성사집전시 착용하는 예복으로, 긴 소매를 가진 장백의이다. 소매끝에 레이스가 있으며, 캐석위에 입는다.
- 제의(Chimere) : 붉은색 또는 검은색 비단으로 된 외출용 예복이다.
- 주교관(Mitre) : 주교가 공적인 예배나 성사집전시 쓰는 관을 말한다.

### 주교가 사용하는 성물
- 가슴십자가(Pectoral Cross) : 가슴십자가는 금이나 섬세한 돌로 만들어진 십자가이다.목에 걸쳐서 사용하기 때문에 가슴십자가라고 부른다.
- 반지 : 교회행정 중에는 공인이 필요한 일도 있어서 주교는 인장의 효력이 있는 반지를 손에 낀다. 이때 사용하는 반지의 재질은 신의를 상징하는 자수정이다.
- 주교장 또는 성장(Crosier) : 주교가 사용하는 지팡이를 말한다. 목자의 책임이 있는 주교의 역할을 상징하며 새로 지었거나 이전한 성당을 축성(축복)하는 성당축성식에도 사용한다. (가톨릭 대주교는 지팡이가 아닌 십자가를 사용할 수 있다.) (성공회 대주교 [의장주교 / 관구장주교]는 성장을 사용한다.)

## 같이 보기
- 가대복
- 교황의 레갈리아와 휘장